# Posoqueria grandiflora
Posoqueria grandiflora är en måreväxtart som beskrevs av Paul Carpenter Standley. Posoqueria grandiflora ingår i släktet Posoqueria och familjen måreväxter. Inga underarter finns listade i Catalogue of Life.